# همه‌چیز برای فروش (فیلم ۱۹۶۹)
همه‌چیز برای فروش (لهستانی: Wszystko na sprzedaż) یک فیلم درام به کارگردانی آندری وایدا است که در سال ۱۹۶۹ منتشر شد.
از بازیگران آن می‌توان به دانیل اولبریخسکی، بئاتا تیشکیه‌ویچ، الژبیتا چیژفسکا، بوگومیو کوبی‌یلا، یاتسک دوماینسکی و الژبیه‌تا کنپینسکا اشاره کرد.